# Fête nationale de l'Immigrant
 (septembre 2016).
Si vous disposez d'ouvrages ou d'articles de référence ou si vous connaissez des sites web de qualité traitant du thème abordé ici, merci de compléter l'article en donnant les références utiles à sa vérifiabilité et en les liant à la section « Notes et références ».
La Fête nationale de l'Immigrant (espagnol : Fiesta Nacional del Inmigrante) est célébrée chaque année dans la ville d'Oberá, Misiones en Argentine.
Elle a lieu au cours de la première moitié de septembre dans le Parc des Nations, une superficie d'environ 10 hectares, où chaque collectivité a sa maison pour une semaine et réaliser des activités sociales, culturelles et de loisirs et sports, dans une ambiance festive coexistence qui rassemble les habitants et les visiteurs autour des tables de dégustation des plats exquis.